# 武汉市第十四中学
武汉市第十四中学，简称武汉十四中或14中，是中国湖北省武汉市武昌区的一所省重点中学、省级示范高中。学校占地8.1h㎡，建筑面积3.5万㎡，现有教职工170余人，在校生1800余人。

## 历史沿革
1903年张之洞于武昌螃蟹甲凤凰山南麓创建“文普通中学堂”。辛亥革命后学校更名为湖北省立第一中学。后校名几经更易，曾名为“湖北省武昌高级中学”、“武汉大学附属中学”。1961年，武汉市第十四中学被确定为“湖北省重点中学”，1992年被确定为“中国名校”，2002年被确定为“市区共建示范高中”，2003年被确定为“省级示范高中”。

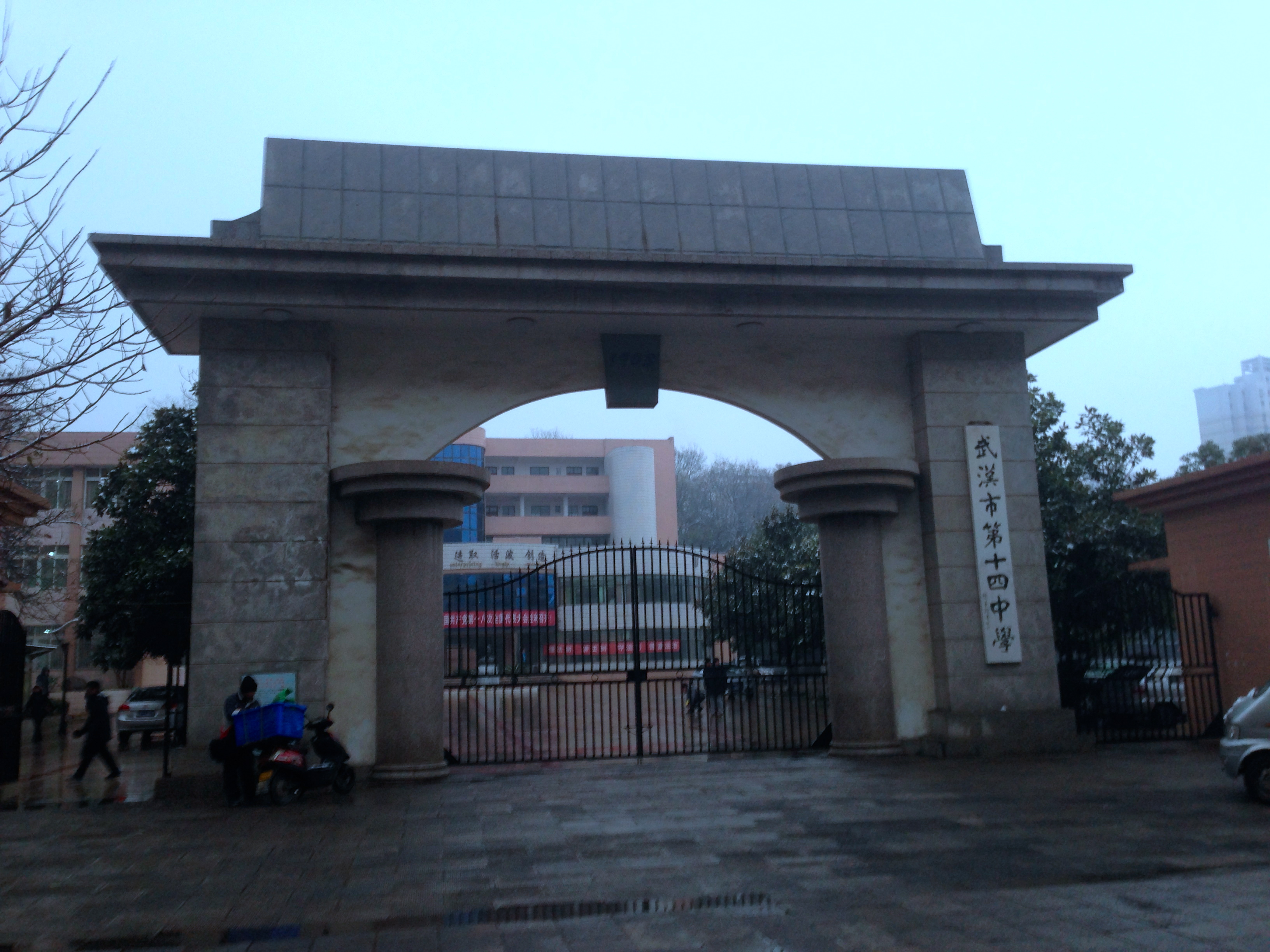
学校正门

## 校友
- 石瑛
- 李四光
- 刘复基
- 董必武
- 陈潭秋
- 杨学诚
- 宋教仁
- 胡正寰
- 聂华苓
- 黄钢
- 陈庆宣
- 严文井
- 密加凡
- 桂希恩
- 赵紫阳[3]
- 朱一龍